# Tadashi Watanabe
Tadashi Watanabe (jap. 渡辺 貞, Watanabe Tadashi; * Oktober 1944) ist ein japanischer Computerarchitekt und Leiter des Next Generation Supercomputer Forschungszentrums des RIKEN (2012).
Watanabe wurde an der Universität Tōhoku in Informatik promoviert und war von 1968 bis 2005 bei  NEC, wo er es bis zum Vizepräsidenten brachte. Er war Hauptarchitekt der NEC SX-2 Supercomputer, der 1985 auf den Markt kam und der erste Supercomputer von NEC war und damals zeitweise schnellster Rechner der Welt (er brach als Erster die 1 Gflop Marke), und des auf der SX Architektur basierenden Earth Simulator, der 2002 bis 2004 schnellster Rechner der Welt war. Der SX wurde von Watanabe von Grund auf neu entworfen, mit skalierbarer RISC-Architektur und mehreren parallelen Vektor-Pipelines.
2006 erhielt er den Seymour Cray Award und er erhielt 1998 den Eckert-Mauchly Award. 2005 wurde er IEEE Fellow. Er war Mitglied im Rat der Research Organization for Information Science and Technology in Japan (RIST) und war stellvertretender Direktor der Japan Society of Computational Engineering and Science (JSCES).